# Eresia corybassa
Eresia corybassa är en fjärilsart som beskrevs av William Chapman Hewitson 1874. Eresia corybassa ingår i släktet Eresia och familjen praktfjärilar. Inga underarter finns listade i Catalogue of Life.